# Океанско дъно
Океанското дъно е един от главните елементи на релефа и геоложките структури по дъното на Световния океан. То обхваща абисалната част (виж Абисално дъно) за сметка на средищните океански хребети и се характеризира с развитие на типична океанска земна кора. Заема най-ниското хипсометрично ниво на земната повърхност, със средна дълбочина от 4000 m и максимална – до 7000 m. Площта му е над 185 млн. km², което съставлява над 50% от площта на дъното на Световния океан.
Най-важните елементи от релефа на океанското дъно и неговата тектонска структура са океанските котловини и разделящите ги океански масиви от различен тип. Котловините заемат големи площи от океанското дъно и имат средна дълбочина около 5000 m. Около 80% от площта на котловините са заети от хълмисто-абисален тип релеф с относителни колебания на дълбочините от порядъка на 500 – 1000 m, а останалата част представляват плоски и наклонени абисални равнини. Предполага се, че хълмисто-абисалния релеф е първичния тектонски и вулканогенен релеф на повърхността на земната кора, ветрилообразно препокрита от маломощни (до 1 km) седименти. Плоските абисални равнини заемат по-малко от 10% от повърхността на океанското дъно и са разположени обичайно по перифериите на котловините, намиращи се в близост до континентите. Те са образувани в резултат от пълното погребване на първичния хълмист релеф и благодарение на усиления приток на седиментни материали от континентите. Наклонените равнини са разположени по краищата на котловините и постепенно преминават в равнини по континенталното подножие (виж Континентално подножие). Също така акумулативните образувания възникват вследствие на интензивното постъпване на седименти от континенталния шелф и континенталния склон. Разновидността на тези равнини в Тихия океан представляват „шлейфовите архипелази“, обграждащи крупните подводни вулканични вериги и са изградени от вулканични продукти. Сред плоските абисални равнини и абисалните хълмове многократно се извисяват отделни подводни планини (предимно вулкани). Някои от тях (гайоти) имат заоблени върхове, свидетелстващи за това, че някога те са били над нивото на океана, а впоследствие са потънали под морското равнище. Върховете на много от подводните планини в тропичните води са увенчани с коралови образувания.
Планинският релеф на океанското дъно представлява съчетания от блокови или сводови издигания по линейни и изометрични очертания, като често тези хребети са усложнени по гребените си с верига от вулкани. Издиганията по изометричните очертания често са наричани океански плата. Някои океански плата имат много по-заравнен релеф, отколкото дъната на котловините. Това е свързано с голямата скорост на натрупване на седименти по океанските плата. Разновидност на издиганията по океанското дъно се явяват също краевите валове – възвишения разположени покрай дълбоководните падини, от към океанската им страна.
Важна роля в строежа на релефа на океанското дъно принадлежи на разломите. Най-грандиозната система от океански разломи, разположени предимно по паралела се намира в Североизточната котловина на Тихия океан. В релефа на дъното на тези зони разломите обичайно са представени от комплекси от грабени и хорстови издигания, и се простират често на хиляди километри.